# ریسا شیماموتو
ریسا شیماموتو (انگلیسی: Risa Shimamoto؛ زاده ۲۹ اوت ۱۹۸۷) یک مانکن زن اهل ژاپن است.